# Hombres felices
Hombres felices és una pel·lícula espanyola del 2001 dirigida per Roberto Santiago, en el que fou la seva opera prima. Protagonitzada per Aitana Sánchez-Gijón i Sergi López i Ayats, fou estrenada en el Festival de Màlaga. Es tracta d'una comèdia àcida on els homes busquen la felicitat costi el que costi. Sergi López i Ayats guanyà el Fotogramas de Plata 2001 a millor actor de cinema per la seva interpretació en aquest film.

## Sinopsi
Ana i Ángel són casats i sempre arrosseguen una crisi. Ella es consola amb la seva amiga, que no ha superat el somni del príncep blau; ambdues són dones fortes i decidides, però que no saben viure sense els seus homes. I Ángel es dedica a la infidelitat sistemàtica i a reunir-se amb el seu amic i el seu germà, infantils, masclistes i obsessionats amb el sexe, especialment l'oral. Tot va bé... fins que ella decideix abandonar-lo i comencen l'orgull, la venjança, les armes i fins a la superstició.

## Repartiment
- Aitana Sánchez-Gijón...	Ana
- Sergi López i Ayats	...	Ángel
- María Esteve	...	Amiga
- Pepón Nieto	... Germà
- Carlos Hipólito		...	Amic
- Mary Carmen Ramírez...	Mare
- Dafne Fernández 	...	Fada
- Antonio Cifo ...	Subdirector